# Кубанское водохранилище
Кубанское водохранилище — наливное водохранилище в Прикубанском районе Карачаево-Черкесии, входит в состав сооружений Большого Ставропольского канала.
Используется для сезонного регулирования стока — наполняется из канала в летний паводковый период, срабатывается в маловодный зимний период, обеспечивая работу каскада Кубанских ГЭС и работу систем водоснабжения, питаемых из канала. Наполнение и сработка водохранилища производится через сооружения Кубанской ГАЭС. Наполнено в 1967 году, создано в естественной котловине на месте озера Большое Солёное. Ежегодные колебания уровня составляют до 15 м. Собственник плотины, образующей водохранилище — ПАО «РусГидро». Площадь поверхности — 50 км², полный объём — 0,587 км³, полезный объём — 0,475 км³, отметка нормального подпорного уровня — 629 м.